# Submersible Ship Independent
Submersible Ship Independent (SSI), okręt podwodny napędzany silnikiem Diesla niezależnym od dostępu powietrza (Air-Independent Propulsion - AIP).